# Conventum Kongress
Conventum Kongress är en stor konferensanläggning i centrala Örebro. Beslutet om en kongresshall i staden togs i början av 2000-talet och första spadtaget togs i september 2002. Anläggningen stod färdig i mars 2004 och uppfördes bredvid Scandic Grand Hotel.  
Kongressen rymmer 1470 personer, 1200 personer vid bankettmiddag och 2200 personer vid stående konsert. Anläggning kan snabbt ändra skepnad tack vare att läktarna kan hissas upp i taket. På mindre än en timme förvandlas kongresshallen till bankettsal med scen för underhållning. Kongressen består av 3 plan med rymliga och ljusa foajéer. I direkt anslutning till kongressen ligger även Forum, en lokal på 400 kvm. Här arrangeras allt från mässor och utställningar till middagar och nöjesarrangemang.  Glaspassager binder samman kongresshuset med Conventum Arena och Conventum konferenshus (Medborgarhuset). 
Conventum ägs av Kongrexum AB och det är Örebroporten Fastigheter AB som äger fastigheterna. 

## Evenemang
I augusti 2007 höll Sveriges socialdemokratiska ungdomsförbund sin kongress inuti konferensanläggningen. Den 30 september 2014 arrangerades en gala för rörelsen Världens Barn i samma konferensanläggning.